# Nosopsyllus eremicus
Nosopsyllus eremicus är en loppart som beskrevs av Lewis 1973. Nosopsyllus eremicus ingår i släktet Nosopsyllus och familjen fågelloppor. Inga underarter finns listade i Catalogue of Life.